# IAR 330
IAR 330 je rumunská licenční verze vrtulníku Aérospatiale SA 330 Puma, vyráběná společností Industria Aeronautică Română. Dvacet čtyři kusů bylo ve spolupráci s izraelskou společností Elbit Systems modernizováno na variantu IAR 330 SOCAT.

## Vznik a vývoj

### Výroba
Ačkoliv Rumunská socialistická republika byla členskou zemí RVHP i Varšavského paktu, snažila se o dosažení jisté míry nezávislosti na SSSR. Namísto plné orientace na rozšířené sovětské letecké konstrukce proto, mimo jiné, zakoupila 30. července 1974 práva k licenční výrobě francouzského vrtulníku Aérospatiale SA 330 Puma u firmy Industria Aeronautică Română v Ghimbav nedaleko Brașova. První v rumunské licenci vyrobený stroj poprvé vzlétl 22. října 1975 pod označením IAR-330. Vzniklo nejméně 163 kusů, z nich 104 převzaly ozbrojené síly Rumunska, 2 si ponechal výrobce a 57 bylo vyvezeno zahraničním uživatelům (Ekvádor, Pákistán, Pobřeží slonoviny, Spojené arabské emiráty, Súdán).
Pro úkoly pátrání a záchrany vznikla malá série vybavená nafukovacími plováky umožňujícími nouzové přistání na mořské hladině.

### Varianta SOCAT
V 90. letech 20. století se Rumunské letectvo rozhodlo zvýšit bojový potenciál typu IAR 330L, čímž by vznikl moderní ozbrojený vrtulník schopný plnit roli všeobecné podpory a boje s obrněnou technikou. V té době Rumunsko zahájilo několik programů modernizace zbraňových systémů ve spolupráci s Izraelem. Pro program modernizace IAR 330 byla jako partner zvolena společnost Elbit Systems, a v září 1995 byla podepsána smlouva o modernizaci 24 IAR 330L systémem SOCAT (rumunsky Sistem Optronic de Cercetare și Anti-Tanc, optronický průzkumný a protitankový systém). První IAR 330L SOCAT vzlétl 26. května 1998 z továrního letiště v Ghimbav nedaleko Brașova a 23. října 1999 vzlétl druhý prototyp této varianty. Operační jednotky začaly sériové kusy přejímat v roce 2001. Celkem bylo vyrobeno 25 kusů, včetně původního prototypu, v roce 2005 přestavěného na sériový standard.
IAR 330M NATO (či pouze IAR 330M) je užitková transportní verze modernizovaná avionikou systému SOCAT, ale bez zbraňových a optronických systémů. Kromě dalšího vybavení disponuje i meteorologickým radarem. Na tento standard bylo v letech 2005-2008 modernizováno dvanáct IAR 330L.

### Námořní verze
První námořní vrtulník IAR 330 NAVAL byl veřejnosti oficiálně představen 30. ledna 2007 v Ghimbav. Rumunské námořnictvo objednalo tři kusy této verze, která je podobná variantě užívané letectvem, včetně modernizačního balíčku avioniky SOCAT. Námořní IAR 330 také mají instalovány nafukovací plováky pod přídí trupu, a v krytech hlavních podvozkových noh. Námořnictvo je z palub svých fregat užívá k pátrání a záchraně, evakuaci nemocných a námořnímu hlídkování.

## Varianty

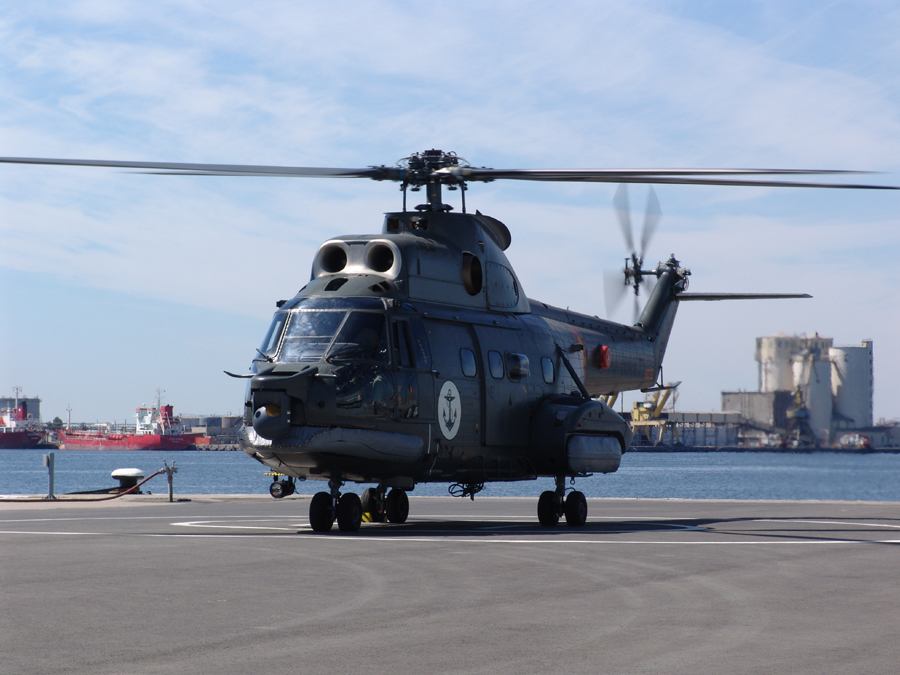
IAR 330 NAVAL před prvním vzletem

- IAR 330H – původní výrobní model z let 1975–1977.
- IAR 330L – vylepšený model vyráběný od roku 1977
- IAR 330M – verze modernizovaná na podobný standard jako SOCAT, ale bez zbraňových a optronických systémů
- IAR 330L SOCAT – modernizovaný ozbrojený vrtulník
- IAR 330 NAVAL – námořní vrtulník
- IAR 330SM – označení exportní verze pro Spojené arabské emiráty

## Nehody
- Jeden IAR 330 byl 23. prosince 1989, za protikomunistické revoluce, během transportního letu pravděpodobně vystaven ostřelování ze země a následně musel nouzově přistát u Alba Iulia, přičemž zahynuli tři příslušníci osádky a dva cestující.[4]
- Jeden IAR 330 SOCAT havaroval 16. srpna 2001 krátce po startu k cvičnému letu ze základny Titu. Pád z výše okolo 50 m vedl ke zranění osádky.[1]
- IAR 330 SOCAT z rumunské 90. základny transportního letectva havaroval 7. listopadu 2007 v obci Ungheni, 30 km jižně od Pitești, během nočního cvičného letu, přičemž zahynuli všichni tři členové osádky.[5]
- 7. března 2013 během cvičného letu havaroval IAR 330 SOCAT u Berești-Bistrița, nedaleko Bacău, přičemž dva členové osádky zahynuli a další tři byli raněni. Rumunské letectvo i námořnictvo po dobu vyšetřování nehody dočasně uzemnily všechny vrtulníky tohoto typu.[6]
- 21. listopadu 2014 havaroval během cvičného letu v Mălâncrav, nedaleko Sibiu, sanitní IAR 330, přičemž zahynulo osm osob a další dvě byly raněny.[7]

## Uživatelé

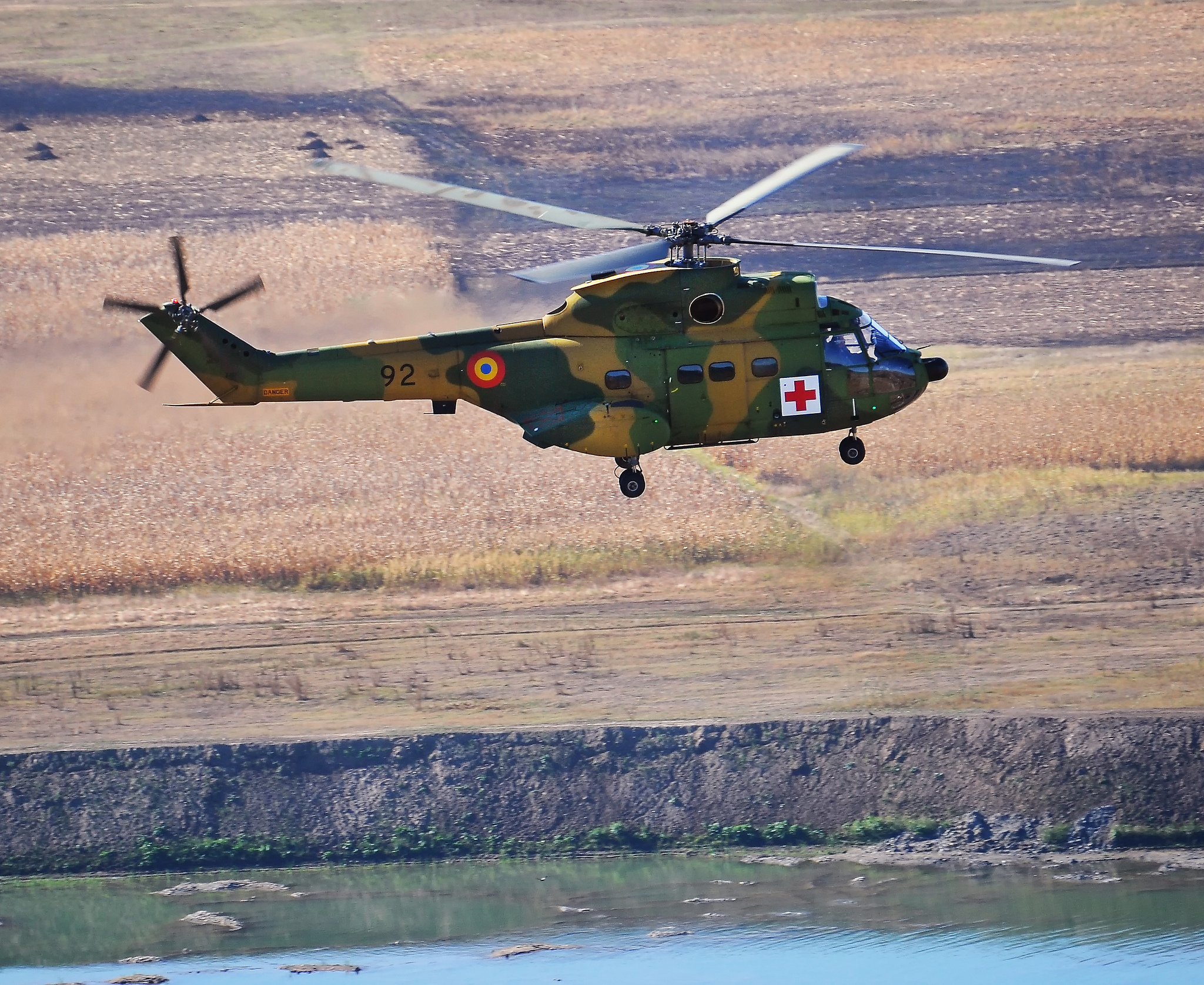
Rumunský sanitní IAR 330M

- Konžská demokratická republika
  - Letectvo Demokratické republiky Kongo – 1[8]
- Keňa
  - Keňské letectvo – 9[8]
- Libanon
  - Libanonské letectvo – 6[8]
- Pákistán
  - Pákistánská armáda – 4[8][9]
- Pobřeží slonoviny
  - Letectvo Pobřeží slonoviny – 4[8]
- Rumunsko
  - Rumunské letectvo – 59[10]
  - Rumunské námořnictvo – 3[10]
- Spojené arabské emiráty
  - Letectvo Spojených arabských emirátů – 10[8][11]
- Súdán
  - Súdánské letectvo – 10[8][12]

## Specifikace (IAR 330L)

Třípohledový nákres IAR 330 SOCAT

Údaje podle Jane's All The World's Aircraft 1992–1993

### Technické údaje
- Osádka: 1-3
- Kapacita: 16 plně vyzbrojených vojáků
- Délka: 18,15 m
- Výška: 5,14 m
- Průměr nosného rotoru: 15,00 m
- Plocha rotoru: 176,7 m²
- Hmotnost prázdného stroje: 3 615 kg
- Maximální vzletová hmotnost: 7 400 kg
- Pohonná jednotka: 2 × turbohřídelový motor Turbomeca Turmo IVC
- Výkon pohonné jednotky: 1 175 kW (1 576 hp)

### Výkony
- Maximální rychlost: 263 km/h[14]
- Maximální přípustná rychlost letu: 294 km/h
- Cestovní rychlost: 271 km/h
- Dolet: 572 km
- Praktický dostup: 6 000 m
- Stoupavost: 9,2 m/s

### Výzbroj

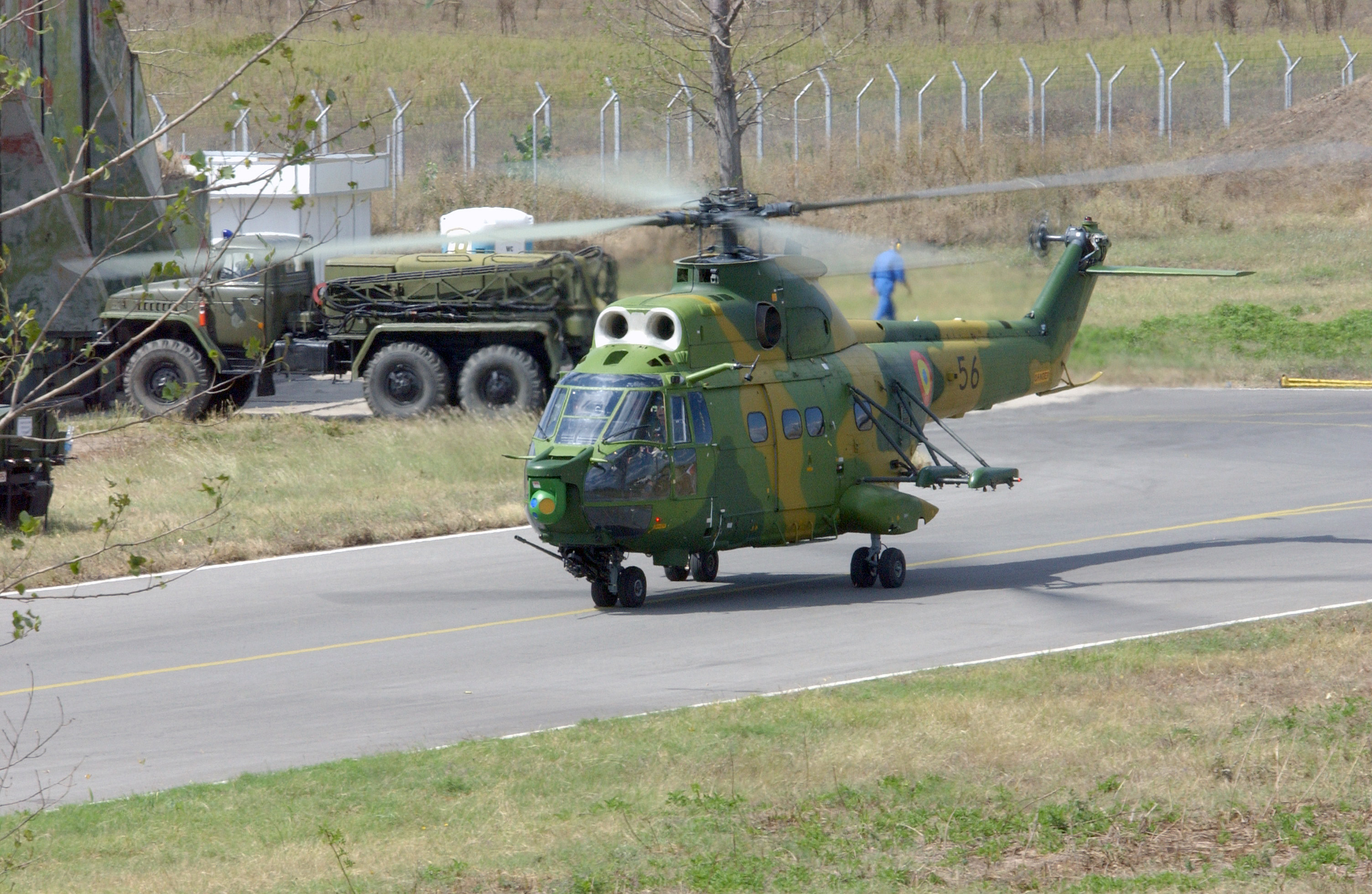
IAR 330L SOCAT

#### IAR 330L
- 1 × 23mm automatický kanón NR-23[14] (v podvěsném pouzdru, jen u některých exemplářů)
- 2 × 7,62mm kulomet lafetovaný na bocích trupu
- možnost nesení až 400 kg podvěšené výzbroje na čtyřech závěsných bodech, včetně řízených protitankových střel 9K11 Maljutka, pum a raketnic UB-16-57/LPR 57 pro 16 57mm neřízených raket S-5K/M

#### IAR 330 SOCAT
- 1 × 20mm automatický kanón v otočné věži THL 20 pod přídí[2] se zásobou 750 nábojů
- 2 × 7,62mm kulomet lafetovaný na bocích trupu
- až 8 × protitanková střela RAFAEL Spike E-R na 4 vnějších závěsnících
- možnost nesení raketnic UB-16-57/LPR 57 pro 16 57mm neřízených raket S-5K/M nebo kontejnerů s kulometnou či kanónovou výzbrojí
- možnost nesení střel vzduch-vzduch krátkého dosahu pro vlastní obranu